# 全艦飾

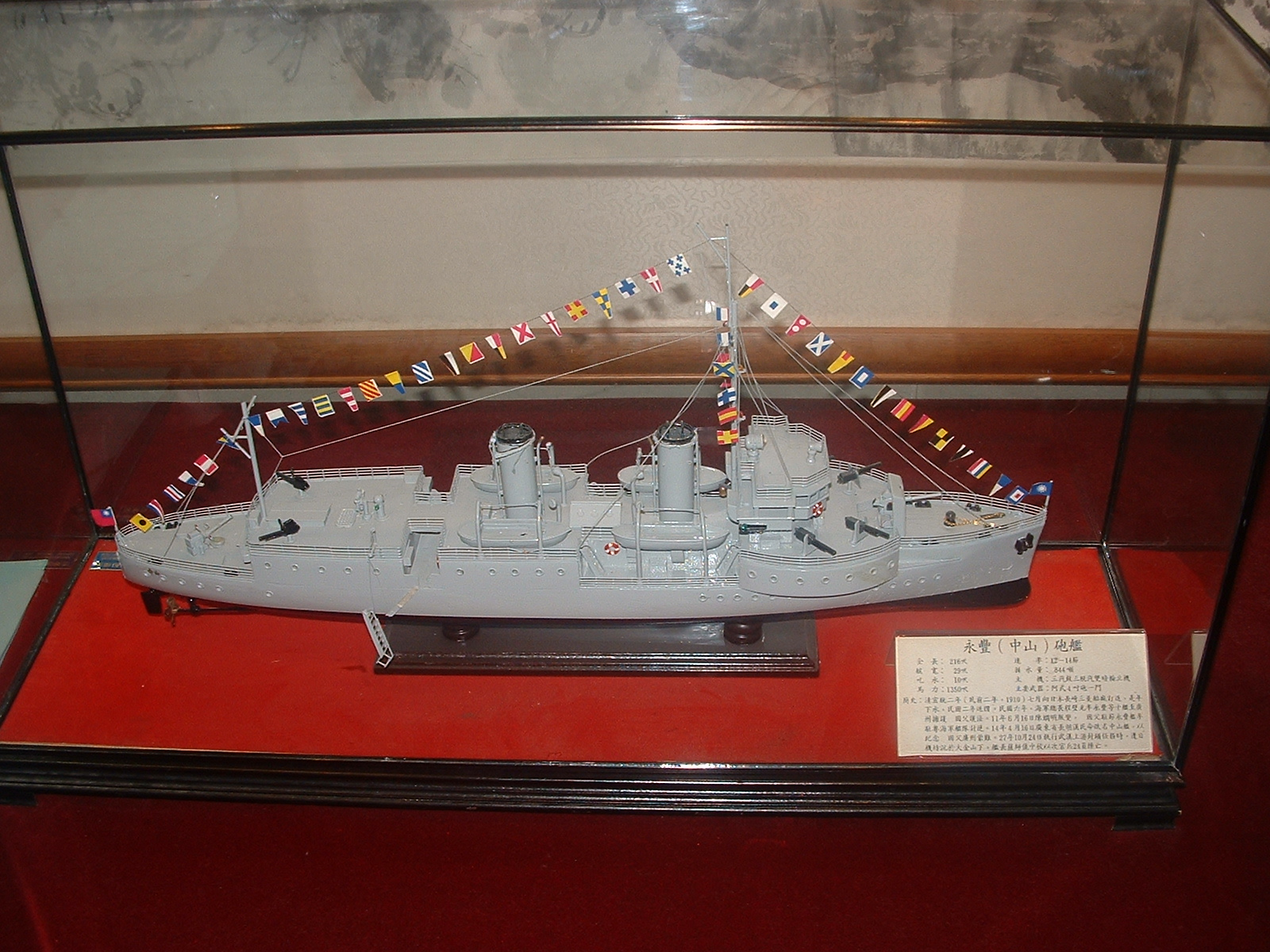
全艦飾模型：中華民國海軍中山艦

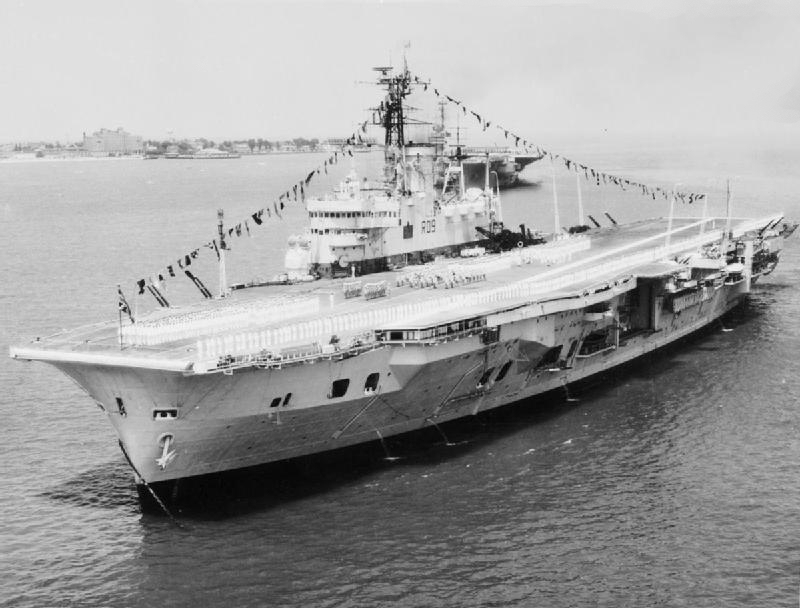
1957年，悬挂全舰饰的英国皇家海军皇家方舟号航空母舰。

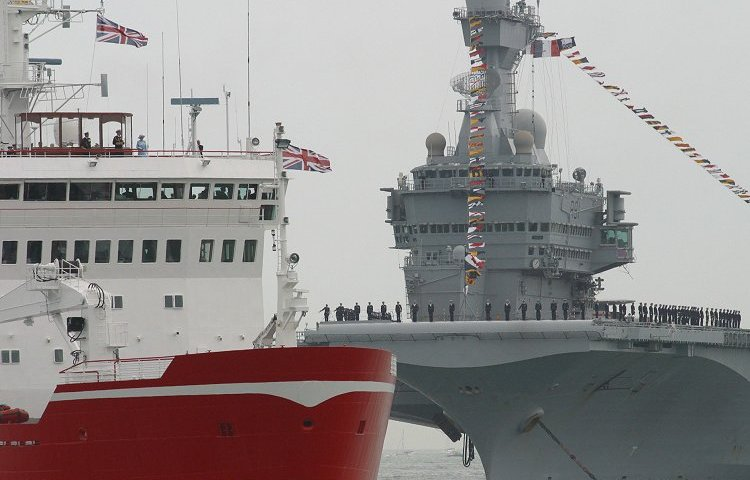
法國航空母艦戴高樂號向英國女王行全艦飾禮

全艦飾（英語：Dressing overall），亦稱滿艦飾、挂满旗。近代海軍船隻為便於指揮與識別，方式為懸掛旗幟以傳達特定信息。全艦飾是海軍軍禮之一種，由軍艦執行，以懸掛軍旗和國際信號旗來向致敬對象表達崇敬。軍艦行進時致敬，不懸掛信號旗而只懸掛軍旗，稱為艦飾或代满旗。

## 實施方式
進行全艦飾之軍艦，在艦尾旗桿懸掛該艦最大之本艦軍艦旗。在主桅頂懸掛該國海軍旗。由舰艏旗桿根部起，經過各桅頂，至艦尾旗桿根部止，懸掛信號旗。信號旗排列，有一定次序。
對外國慶典或來賓行禮，如軍艦出訪外國港口、外軍軍艦來訪、外國首長蒞臨檢閱時，軍艦在主桅頂懸掛受訪國或來賓國籍之國旗或海軍旗，以取代軍艦本國之國旗。如對一國以上對象行全艦飾時，在主桅之桅頂同時懸掛各該國之國旗或海軍旗。
在惡劣天候下，信號旗之懸掛可以省略，僅懸掛艦尾與主桅旗幟。軍艦航行中，不得全艦飾。

## 實行場合
軍艦悬挂「全艦飾」，一般在以下場合：
- 本艦艦慶（軍艦服役之日）。
- 本艦除役日。
- 國內軍事開放日（主要為靠泊民港或接近民港的軍港時；若軍艦靠泊一般民眾不易看到的大型軍港，則常省略）
- 海軍節。
- 軍人節。
- 本國國慶。
- 本國或外國三軍統帥（國家元首）或海軍最高首長檢閱。
- 訪問外國入港泊靠。
- 外國統帥或海軍最高首長、指揮官檢閱。

## 外部連結
- 中華民國陸海空軍軍旗條例施行細則
- 日本海上自衛隊旗章細則
- 美國海軍旗幟的用法與儀式